# Brandenburger Zehntstreit

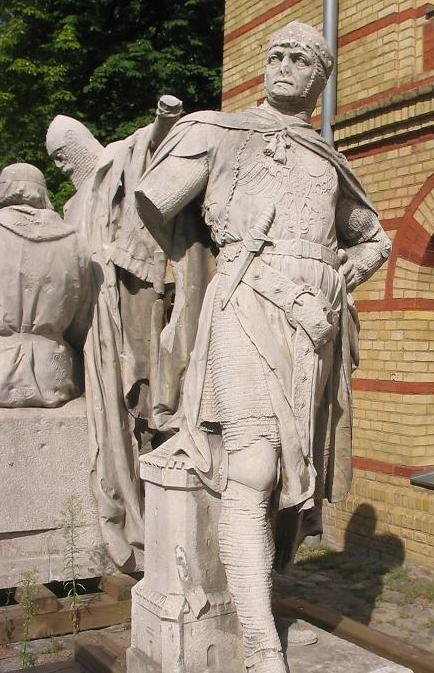
Markgraf Albrecht II. (1205–1220), im Hintergrund seine Söhne Johann I. und Otto. III., die seinen konfliktträchtigen Plan mit einem günstigen Vergleich abschlossen

Der Brandenburger Zehntstreit war eine Auseinandersetzung zwischen den Markgrafen und Bischöfen von Brandenburg in den Jahren 1210 bis 1238. Es ging um die Frage, wem der Kirchenzehnt in den alten und neuen Gebieten der Mark Brandenburg zustand. Der Markgraf hatte die Brandenburg 1157 ohne Beteiligung des Bischofs zurückerobert. Seitdem betrachteten die weltlichen die geistlichen Herren als bloße Nutznießer des wiederhergestellten Bistums Brandenburg. Sie hätten keine eigene Leistung erbracht. Daher beanspruchten die märkischen Landesherren mehr oder weniger unausgesprochen die Prärogative (das Vorrecht). Das umfasste wesentliche Teile des Kirchenzehnten als Entgelt für die von ihnen geleistete Christianisierung. Die Papstkirche stand dieser Sichtweise zunächst wohlwollend gegenüber. Mit der Ablösung auf dem Stuhl des Papstes (und dem der Brandenburger Bischöfe) änderte sich diese Auffassung. Der Streit endete mit einem päpstlich vermittelten Vergleich. Auf die Einigung 1237 in Brandenburg an der Havel folgte die formelle Beurkundung 1238 in Merseburg.
Um welche Dimensionen an Einnahmen es im Brandenburger Zehntstreit ging, kann durch die Gesamtzahl der Hufen in den „neuen Landen“ der Mark Brandenburg verdeutlicht werden. Die Zahl der Hufen in den historischen Landschaften Teltow, Barnim, Havelland, Zauche und Uckermark betrug zusammen etwa 25.000, von denen etwa 90 % in bäuerlichem Besitz und damit abgabenpflichtig waren.

## Hintergrund und Vorgeschichte

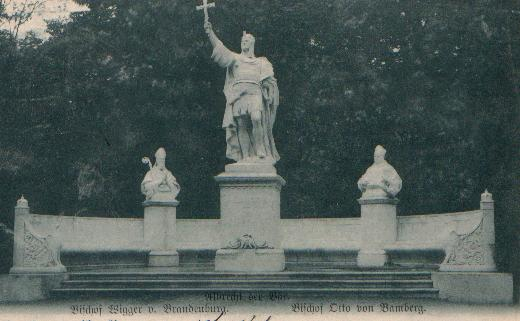
Markgraf Albrecht der Bär mit Bischof Wigger von Brandenburg (links) und Bischof Otto von Bamberg, dem Missionar Pommerns (rechts)

Der slawische Burgwall Brandenburg, Fürstensitz des Stammesgebietes der Heveller (Kernland der späteren Mark Brandenburg), wurde von den Deutschen erstmals im Winter 928/29 durch König Heinrich I. erobert. Bis zur endgültigen deutschen Inbesitznahme dieses umkämpften Hauptortes durch Markgraf Albrecht den Bären 1157 wechselte er insgesamt dreizehn Mal den Besitzer. Aus diesem Grund verknüpften sich unterschiedliche deutsche Ansprüche mit dem Burgwall einschließlich des Domes, der Suburbien und des Umlandes.
Wegen der ursprünglichen Eroberung durch den König setzte die deutsche Königsmacht in den Phasen des erneuten Besitzes immer wieder Burggrafen zur Wahrnehmung der königlichen Rechte ein. Kaiser Otto I. errichtete 948 in Brandenburg ein Bistum und verlieh diesem umfangreiche Rechte. Schließlich schloss fast zwei Jahrhunderte später Markgraf Albrecht der Bär um 1124 einen Vertrag mit dem Slawenfürsten Pribislaw-Heinrich über seine Erbnachfolge für das Stammesgebiet der Heveller. Nach dem Tod des kinderlosen Pribislaw-Heinrich 1150 besetzte Albrecht die Brandenburg, aus der seine Leute kurzzeitig durch den Erbansprüche geltend machenden Jaxa von Köpenick vertrieben wurden. 1157 eroberte Albrecht mit Unterstützung des Erzbischofs Wichmann von Magdeburg seinen neuen Stammsitz zurück, was zum Wiedereinzug von Burggraf und Bischof führte, die sich aber am Kampf nicht beteiligt hatten.
Albrecht versuchte daher von Anfang, die Ansprüche von Bischof und Burggraf zurückzudrängen, aber noch sein Sohn Otto I. musste sie 1170 anlässlich der Belehnung als Nachfolger Albrechts anerkennen, machte aber unmissverständlich seinen Führungsanspruch deutlich. Das Zurückdrängen der Burggrafen als Beauftragte der fernen Stauferkönige gelang relativ schnell; sie werden letztmals 1236 erwähnt, als sich das staufische Kaisertum in Italien zerschliss. Da die erste Bischofskirche zweifellos innerhalb des zentralen Burgwalls gestanden hatte, überließen die Markgrafen zwangsläufig den Bischöfen die Dominsel und gründeten in Ergänzung zur Kaufmannssiedlung Parduin, aus der die Altstadt entstand, die Neustadt, in der sie uneingeschränkt aus eigenem Recht herrschen konnten.
Wenn auch die Markgrafen die überkommenen Ansprüche der Königsmacht respektieren mussten, so genossen doch die sächsischen Fürsten, die slawisches Land außerhalb des Altreichs östlich der Elbe erworben hatten, in lehnsrechtlicher Hinsicht gewisse Vorrechte, denn sie beherrschten ihre erworbenen Gebiete nicht durch königliches Lehen, sondern durch Schild und Schwert nach Kriegsrecht (in clipeo suo et iure belli). Sie brauchten daher zum Beispiel nur in eingeschränktem Umfang Heeresfolge zu leisten.
Dieses Selbstverständnis der Sachsenfürsten, in ihren Landen kraft eigenen Schwertes zu herrschen, führte auch zu einem besonderen Vorgehen gegenüber der Geistlichkeit östlich der Elbe. Heinrich der Löwe hatte mit kaiserlicher Genehmigung jenseits der Elbe Landesbistümer in Oldenburg/Lübeck, Mecklenburg/Schwerin einschließlich Ratzeburg eingerichtet, in der er die Bischöfe selbst einsetzen durfte, was diese von ihm (und nicht vom Papst oder vom zuständigen Erzbischof) abhängig machte und auch die Aufteilung des Kirchenzehnten anders als üblich zu seinem Vorteil regelte. Auch Heinrich von Gardelegen († 1192), der mitbelehnte Bruder Markgraf Ottos II. († 1205), hatte spätestens 1188 ein eigenes Bistum in der Altmark mit Dom in Stendal geplant, war aber vor der Verwirklichung gestorben und Markgraf Otto II., an den Heinrichs Ländereien fielen, verfolgte den Plan nicht weiter.

## Gründungsplan einer bistumsfreien Stiftskirche 1210

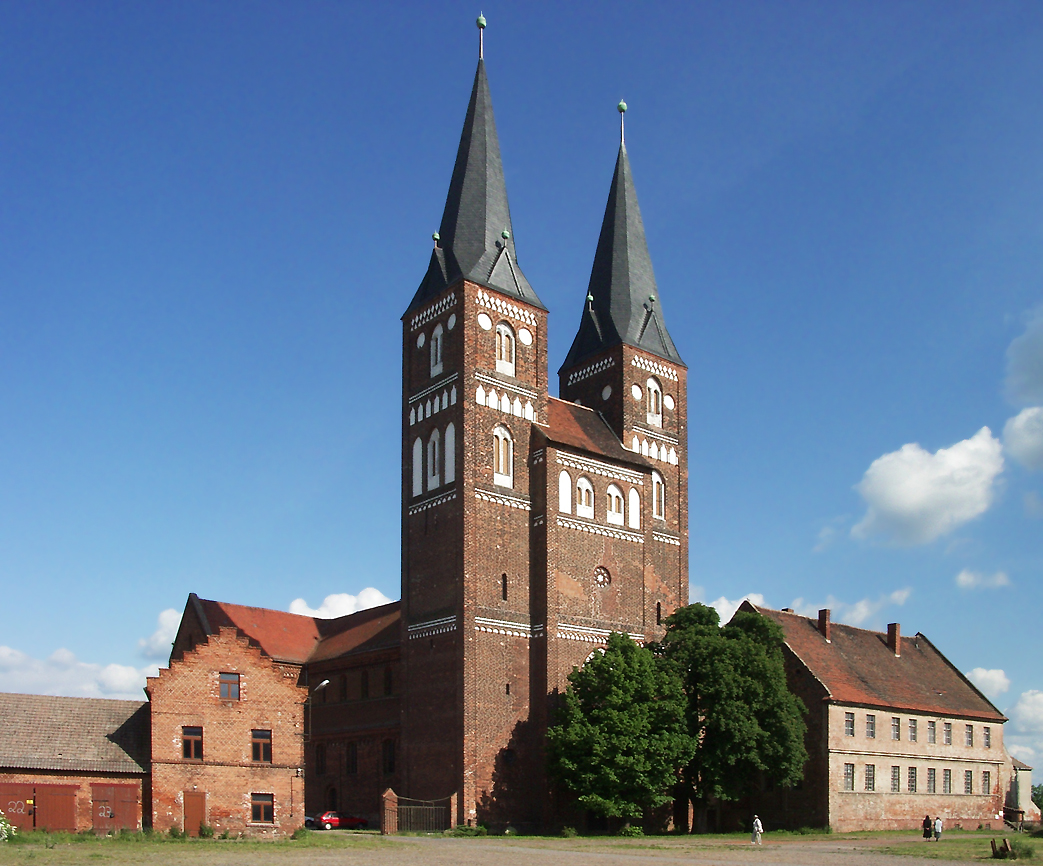
Das Stift Jerichow als Beispiel für ein Stift

Markgraf Albrecht II. versuchte es kurz vor 1210 zwar nicht mit dem Plan eines Bistums, aber doch mit einer bistumsfreien Stiftskirche in den „neuen Landen“ östlich der Havel. Durch seinen Prokurator ließ er Papst Innozenz III. folgendes darlegen: Ein nicht geringer Teil des zu seiner Mark gehörenden Landes sei durch seine und seiner Vorfahren Bemühungen den Händen der Heiden entrissen worden, läge aber noch immer unfruchtbar und unbebaut da. Er selbst wolle es nun der Bebauung, der Erschließung (ad cultum) zuführen und u. a. eine Stiftskirche mit zwölf Kanonikern und deren Propst einrichten, welche von aller bischöflichen Gerichtsbarkeit gänzlich ausgenommen und nur dem Papst unterstellt sein sollten. Er benötige aber hierfür zwei Drittel des anfallenden Kirchenzehnten, um diese Kirche aus eigenen Mitteln erbauen und Ritter anwerben zu können, ohne die jenes Land nicht vor einem Angriff der andrängenden Slawen sicher sein könne. Der dritte Teil des Zehnten solle aber an jene Stiftskirche gezahlt werden, und nichtsdestoweniger solle der Papst zum Ausgleich für die ihm dadurch entgehenden Anteile am Zehnten eine bestimmte Menge Mark Silber für die betroffenen Hufen erhalten.

## Prüfung des Plans und Konflikt
Papst Innozenz III., der nach seiner Aussage die Brandenburgische Kirche schützen wollte, beauftragte daraufhin den Abt von Sittichenbach und den Dekan von Halberstadt mit der Prüfung des vorgetragenen Sachverhalts, der für ihn vorteilhaft war: direkter Zugriff auf den Stift und seine Einnahmen, die höher waren als seine indirekten Anteile am Zehnt. Nach Angaben der Brandenburger Bischöfe visitierte Markgraf Albrecht II. aber ohne Wissen des Bischofs Baldwin und ohne Beteiligung des Abtes von Sittichenbach allein mit dem Halberstädter Dekan das Land; deswegen sei der Vorgang von Rechts wegen ungültig. Die Markgrafen hätten schon wiederholt die Kirche um den Zehnten betrogen und seien deswegen mehrfach exkommuniziert worden. Auch seien die Angaben des Markgrafen über die angebliche Befreiung des Landes aus den Händen der Heiden falsch. Dort lebten vielmehr Gläubige, gegen die der Markgraf nicht wegen ihres Unglaubens vorgegangen sei, sondern weil sie sich nicht seiner Herrschaft unterwerfen wollten. Ebenso falsch seien die Angaben über den Bau der Stiftskirche. Auch hätten die Markgrafen dem Papst nicht die versprochenen Zahlungen geleistet, die zudem sowohl hinsichtlich der Gesamtgröße der Hufenflächen als auch wegen des Werts derer Erträge betrügerisch falsch berechnet worden seien. Sie hätten also die Römische Kirche betrogen und die Brandenburgische Kirche außerordentlich geschädigt.

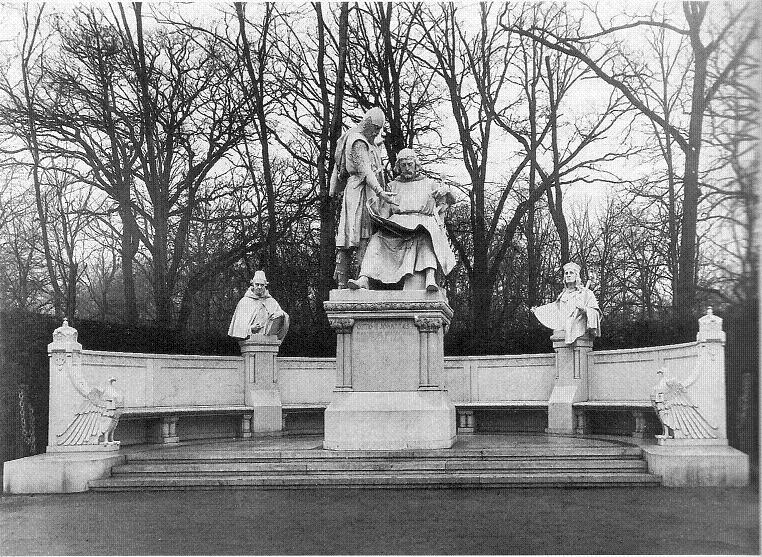
Die Markgrafenbrüder Johann I. und Otto. III. mit Simeon, Pfarrer von Cölln (links) und Marsilius, Schultheiß von Berlin (rechts)

Papst Gregor IX. setzte 1234 auf diese Klagen des Bischofs Gernand hin drei Richter aus Merseburg ein: Bischof Ekkehard, Dompropst Rudolf und Domscholaster Ernst. Sie sollten die Angelegenheit überprüfen und die edlen Männer Johann I. und Otto III., Markgrafen von Brandenburg, ermahnen und auf kluge und wirksame Weise dazu zu bringen, dass sie trotz eines vom apostolischen Stuhl erlangten Briefes, von dem sie bisher keinen Gebrauch gemacht haben, von der Aneignung dieser Zehnten ablassen und gestatten, dass der Bischof und die Kirche von Brandenburg, der sie bekanntlich von Rechts wegen zustehen, jene frei und ohne irgendeine Schwierigkeit einziehen können. Notfalls sollten sie mit den Kirchenstrafen Exkommunikation und Interdikt drohen, jedoch nicht ohne ausdrücklichen Auftrag des Papstes vollstrecken. Auch sollten Zeugen, die sich der Aussage entziehen wollten, mit Kirchenstrafen zur wahrheitsgemäßen Aussage gezwungen werden.

## Der päpstlich initiierte Vergleich
Ein halbes Jahr später betonte der Papst die Dringlichkeit und beauftragte die Richter, nach Möglichkeit einen freundschaftlichen Vergleich herbeizuführen. Dieser wurde am 28. Oktober 1237 im Domhospital von Brandenburg abgeschlossen, mit folgenden wesentlichen Bestimmungen:
- Die Markgrafenbrüder Johann und Otto erkennen an, dass Recht und Eigentum an den Zehnten ihrer im Bistum Brandenburg gelegenen markgräflichen Güter, sowohl in ihren alten als auch in den neuen Gebieten, zum Recht und Eigentum der Brandenburgischen Kirche gehören.
- Die Einkünfte aller Zehnten bleiben aber den Markgrafen und ihren Nachfahren, sofern diese das Anerkenntnis bestätigen, bis zum Aussterben der Linie. Dies gilt jedoch nicht für die Zehnten, die das Bistum bisher unstrittig eingezogen hat. (Dies betrifft vor allem das erzstiftische Gebiet vom Elbe-Havel-Winkel [südöstlich von Havelberg] über Leitzkau bis hin zum Land Jüterbog, weil über dieses Gebiet die Erzbischöfe von Magdeburg nur als weltliche Landesherren in Form des Erzstifts verfügten; in kirchenrechtlicher Hinsicht gehörten sie aber zum Bistum Brandenburg.)
- Zum Zeichen der Anerkennung des prinzipiellen bischöflichen Zehnrechts werden die Markgrafen dem Bischof von Brandenburg jährlich 3 Pfennig pro Hufe in den neuen Gebieten geben.
- Außerdem werden die Markgrafen dem Bischof an einem geeigneten Ort des neuen Gebiets 100 unbebaute Hufen übereignen mit sämtlichen Nutznießungen und Rechten, die er bebauen kann, wie es ihm gefällt (allgemein mit Blumberg [Barnim] gleichgesetzt).[3]
- Außerdem erhält der Bischof die Petrikapelle neben dem Dom von Brandenburg mit allen Rechten. (Sie war bis dahin quasi die fürstliche Hauskapelle.) Die Grenzen der Domimmunität und die Rechte und Pflichten der dortigen Kirchenleute werden präzise beschrieben, um bisherige Streitfälle auszuschließen. Zu den Pflichten gehört, dass, wenn die Stadt Brandenburg befestigt werden muss, die Kirche und ihre Leute den auf sie entfallenden Abschnitt zu befestigen und zu sichern haben. Der Markgraf verspricht, den Kirchenbesitz in Brandenburg an der Havel gegen alle Angreifer zu beschützen.
- Die Markgrafen erhalten dagegen das Präsentationsrecht der Archidiakone in den neuen Gebieten.
- Einer jeden Kirche im neuen Gebiet hat der Markgraf 4 Kirchenhufen zu geben und 1 Pfarrhufe; für diese auch 1 Scheffel Roggenmehl und 1 Pfennig.

Sehr umfangreich fielen die Strafbestimmungen bei Zuwiderhandlungen aus. Darauf folgten 17 Unterschriften von Urkundenzeugen. Johann, Domdekan von Halberstadt führte die acht Geistlichen an. Unter ihnen befand sich Simeon, Pfarrer von Cölln. Dann kamen neun Ritter und schließlich das Datum 28. Februar 1238. Den Abschluss bildeten die Siegel der drei Richter aus Merseburg, die drei Siegel des Bischofs, Dompropstes und Domkapitels von Brandenburg sowie die Siegel der beiden Markgrafenbrüder.

Die sogenannten neuen Gebiete (novae terrae) wurden oft als neue Lande bezeichnet. Ihre Lage und Ausdehnung gaben die Historiker unterschiedlich an. Christina Meckelnborg verortete sie im östlichen Grenzland der Mark. Helmut Assing vermutete den nördlichen Barnim und den Raum Löwenberg-Zehdenick-Templin. Bei Felix Escher hieß es östlich von Havel und Spree. Laut Johannes Schultze umfassten sie einen Großteil des Barnims, das Land Löwenberg und den angrenzenden Landstrich bis Zehdenick. Eckhard Müller-Mertens sprach von annähernd Barnim und Teltow. Die Liste der Meinungen ließe sich fortsetzen.

## Folgen des Zehntstreits für die Bauern und die Markgrafen

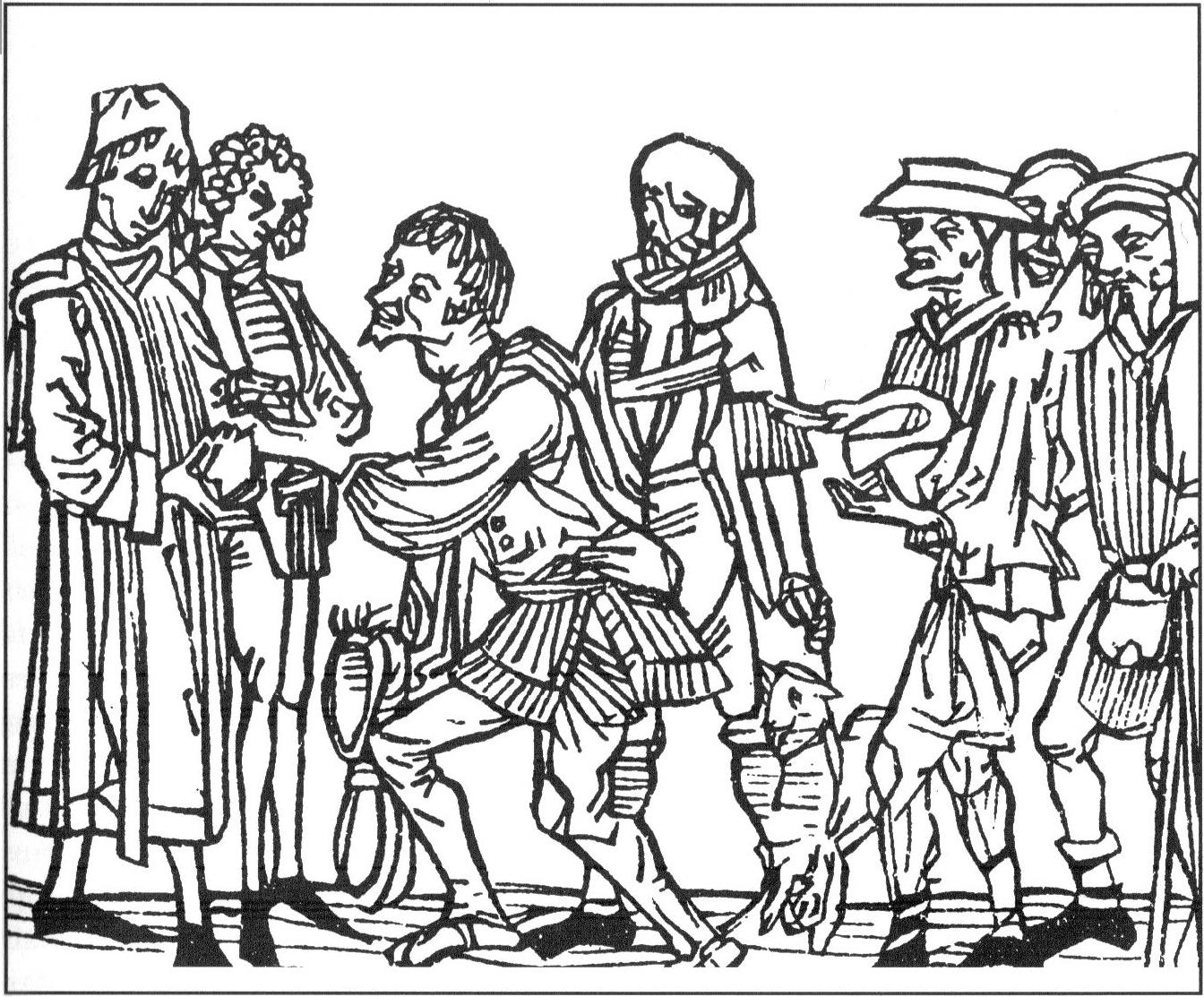
Bauern entrichten den Kirchenzehnt an Geistliche

Infolge des Vergleichs im Brandenburger Zehntstreit mussten die Hufenbauern in der Mark Brandenburg während des Mittelalters keinen Kirchenzehnt als jährliche Abgabe entrichten, sondern dieser war in eine feste Abgabe, die Pacht (pactum) umgewandelt worden. Lediglich in Tempelhof musste als Pacht noch die zehnte Mandel der Ernte gegeben werden, Zehnt und Pacht waren hier also gleichgesetzt. Während der jährliche Zehnt ertragsabhängig war, war die Pacht eine fixe, jährliche Abgabe. Nach welcher Formel der jährliche, ertragsabhängige Zehnt in die fixe jährliche Pacht umgewandelt wurde, ist nicht überliefert. Vermutlich war die Pacht ein Mittelwert, gebildet aus den Zehnterträgen vieler Jahre, denn die Pacht (pro Hufe) schwankte sehr stark von Dorf zu Dorf in Abhängigkeit von der Ertragsfähigkeit der Böden. Die Pacht war natürlich in erster Linie für die Markgrafen als ursprünglichen Nutznießern der Abgabe von Vorteil, bedeutete sie doch eine berechenbare, jährliche Einnahme, während die Einnahmen durch den Zehnt in Abhängigkeit von der Erntemenge stark schwankten. Für die Bauern bedeutete dies, dass sie auch bei einer Missernte diese Fixabgabe entrichten mussten, die mitunter höher war als der ertragsabhängige Zehnt. Von Vorteil war die Fixabgabe nur bei einer sehr guten Ernte, wenn der ertragsabhängige Zehnt die Fixabgabe überschritten hätte. In der Summe war die Umwandlung des ertragsabhängigen jährlichen Zehnt in die fixe jährliche Pacht für die Bauern eher von Nachteil, da eine schlechte Ernte meist mit einem Anstieg der Getreidepreise einherging, während gute Ernten die Preise drückten.
Da den Markgrafen der Kirchenzehnt in den neuen Ländern zugestanden worden war, mussten diese sich im Gegenzug verpflichten, alle Dörfer mit vier Kirchenhufen auszustatten, aus denen alle Kosten bezüglich der Kirche und des Pfarrers bezahlt werden konnten, was ansonsten die Aufgabe des Bischofs als Zehntinhaber gewesen wäre.